# Jouko Ignatius

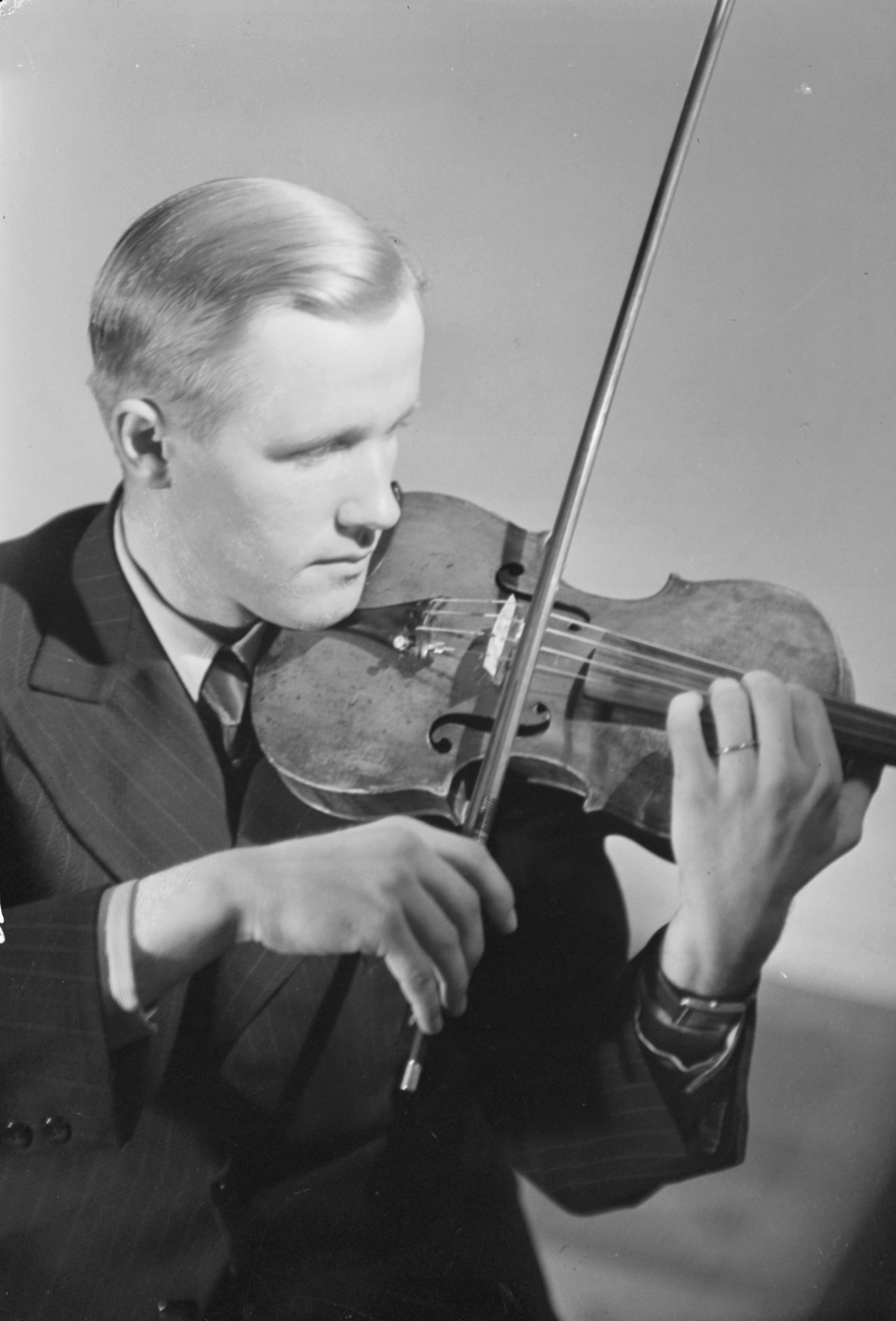
Jouko Ignatius år 1945.

Jouko Jalmari Ignatius, född 19 juni 1920 i Helsingfors, död där 2 juli 2001, var en finländsk violinist, kusin till Anja Ignatius.
Ignatius blev student 1940, erhöll diplom från Sibeliusakademin 1949 samt företog studieresor till Frankrike 1949–1950 och till Österrike 1953–1954. Han var medlem av Radions symfoniorkester 1947–1961, andre konsertmästare i Pfalz-orkestern i Västtyskland 1961–1962 och andre konsertmästare vid Radions symfoniorkester från 1962. Han var medlem av Helsingforskvartetten 1953–1961. Han gjorde solistuppträdanden vid konserter och i radio i Österrike, Västtyskland och Frankrike och vid Helsingforskvartettens turnéer i Skandinavien, Mellaneuropa och Italien.